# 絵夢アリス
絵夢 アリス（えむ アリス）は、日本で活動中のバーチャルライバーであり、アリスティア株式会社の代表取締役社長。

## 概要
胡麻乃りおがキャラクターデザインを担当しており、絵守未來の黎明期に3人目の公式キャラクターとして誕生した約4年後、LiverCityの最初の2期生としてデビューし、YouTube・ツイキャス・LINE LIVEも活用しながら主にSHOWROOMで配信活動を継続中。
自然や科学、美術や芸術への関心が深く、明治大学理工学部の課程で学んだ物理学や天文学の知識を配信活動の初期から話題に取り入れ、大学への入学以前から学んできたイラストの技術をSHOWROOMのオリジナルアバター制作やオリジナルグッズの開発に応用し、同じく書道も「絵夢 彩里鈴（えむ ありす）」の名で書道家デビューすることで正式な事業へ発展させ、複数の趣味を実務と関連付けながら各分野の活動に取り組んでいる。
また、LiverCityからLCE（ライバーシティ・エンターテイメント株式会社＝現アリスティア株式会社）に移籍してからは企業の経営についても学んでおり、オリジナルのアパレルブランド「ALICETEA（アリスティア）」のプロデューサーも兼任している。

## 経歴
2020年
- 3月14日、SHOWROOMで初配信。

2021年
- 6月20日、LCEの設立と代表取締役社長への就任を発表。
- 7月1日、LiverCityからLCEに移籍し、独立したバーチャルライバーとして活動を開始。

2022年
- 1月22日、アパレルブランド「ALICETEA（アリスティア）」の創設を発表。
- 1月22日、ドゥカティ東名名古屋のアンバサダーに就任。
- 2月7日、書道家「絵夢 彩里鈴」として活動を開始。